# Яровий Михайло Михайлович
Яровий Михайло Михайлович (12 лютого 1864, Мошни — 18 лютого 1940, Київ) — український маляр і графік.

## Біографія
Народився 12 лютого 1864 року в селі Мошни (нині Черкаської області України).  
Дитячі роки провів у маєтку батьків — село Нечагівка Козелецького повіту Чернігівської губернії.
Навчався в Ніжинській, потім Київській гімназіях, а далі — в училищі в Москві.
У 1879 році М. Яровий вступив в Московське училище живопису, ліплення і зодчества, де навчався під керівництвом професора С. С. Сорокіна, і в 1888 році його закінчив. 
Був також учнем Іллі Рєпіна. 
У 1890 році навчався в Австрії та Італії.
Учасник виставок Московського товариства художників і Товариства пересувних художніх виставок. Також був учасником Київського товариства художніх виставок (1887-1900) і Московського союзу художників (1909-1911).
З учнів самого Михайла Михайловича нині відомий Сергій Романович Бонгарт.
З 1912 року хворів, майже не працював. Помер 18 лютого 1940 у Києві. Похований в Києві на Лук'янівському цвинтарі (ділянка №37, ряд 4, місце 22).

## Творчість
- портрети 3. Гайдай, М. Ерденка, скрипаля;
- картини на побутові теми:
  - «У лікаря»;
  - «На заробітки»;
  - «Коваль з газетою»;
  - «Два покоління»;
  - «На оглядинах у нареченої».

Автор ілюстрацій до творів Антона Чехова.
Учасник виставок Московського Товариства любителей художеств та Товариства художників киян. 